# Gustav Bansi

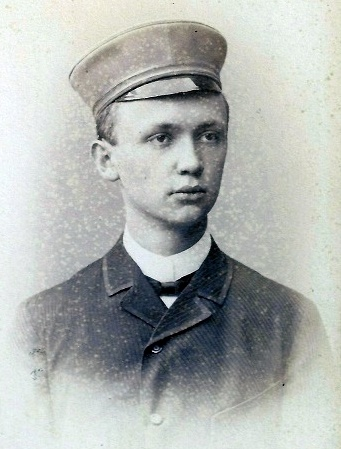
Gustav Bansi (1889)

Gustav Bansi (* 23. Oktober 1870 in Cholewitz, Kreis Briesen, Westpreußen; † 16. September 1935 in Göttingen) war ein deutscher Verwaltungsjurist und Ministerialbeamter.

## Leben
Als Sohn des Rittergutsbesitzers Wilhelm Bansi besuchte Gustav Bansi das Thorner Gymnasium. Nach dem Abitur immatrikulierte er sich zum Sommersemester 1889 an der Universität Leipzig für Rechtswissenschaft. Am 3. Juni 1889 renoncierte er beim Corps Lusatia Leipzig. Aus „gesundheitlichen“ Gründen wurde ihm am 20. November 1889 der Austritt gestattet. Er blieb Konkneipant. Nach dem ersten Examen in Königsberg i. Pr. trat er 1893 in den preußischen Justiz- und Verwaltungsdienst.  1897 wurde er von der Albertus-Universität Königsberg zum Dr. iur. promoviert.  Er war Einjährig-Freiwilliger und Reserveoffizier. 
1903 kam er als Hilfsarbeiter an das preußische  Landwirtschaftsministerium. Von 1906 bis 1914 war er Landrat im Kreis Neidenburg in Masuren. Er hielt die Verbindung zu Lusatia, so dass er am 15. Juli 1907 Corpsschleifenträger wurde. 1915 wurde er Geheimer  Regierungsrat und Vortragender Rat im preußischen  Landwirtschaftsministerium. Als Hauptmann der Reserve kam er an die Ostfront (Erster Weltkrieg) und als russischer Kriegsgefangener nach Sibirien. Nach der Entlassung wurde er 1919 Geh. Oberregierungsrat und Ministerialrat im preußischen Landwirtschaftsministerium. Von 1919 bis 1928 war er stellvertretender Bevollmächtigter des Freistaats Preußen zum Reichsrat.
Lusatia verlieh ihm am 3. November 1929 das Band. Im November 1932 wurde er im Gefolge des Preußenschlages (zunächst kommissarisch) zum Regierungspräsidenten im Regierungsbezirk Aurich ernannt. Diese Ernennung machten die Nationalsozialisten im September 1933 wegen mangelnder Willfährigkeit rückgängig. So weigerte er sich im Juli 1933, Emdens unbequemen Oberbürgermeister Wilhelm Mützelburg abzusetzen. 1934 wurde Bansi pensioniert. Im Jahr darauf starb er im 65. Lebensjahr.